# Goldie Hill
Argolda Voncile "Goldie" Hill, född 11 januari 1933 i Karnes City i Texas, död 24 februari 2005 i Nashville i Tennessee, var en amerikansk countrysångare. Hon fick sitt stora genombrott 1953 med "I Let The Stars Get In My Eyes" som nådde tätplaceringen på countrylistan. Låten skrevs av brodern Tommy Hill. 1957 gifte hon sig med Carl Smith och äktenskapet varade till hennes död. År 1968 hade hon en mindre hitlåt med "Lovable Fool". Sedan koncentrerade hon sig på hästuppfödningen på ranchen i Franklin i Tennessee och 1977 avslutade även Smith sin karriär som musiker.

## Diskografi
- Goldie Hill (1960)
- Lonely Heartaches (1961)
- According To My Heart (1962)
- Country Hit Parade (1964)
- Goldie Hill Sings Again (1967)
- Country Gentleman's Lady (1968)